# Liste der Biografien/Piy
Liste der Biografien |
Portal Biografien |
Personensuche
# |
A |
B |
C |
D |
E |
F |
G |
H |
I |
J |
K |
L |
M |
N |
O |
P |
Q |
R |
S |
T |
U |
V |
W |
X |
Y |
Z |
?
 
Pa |
Pc |
Pe |
Pf |
Ph |
Pi |
Pj |
Pk |
Pl |
Pm |
Pn |
Po |
Pr |
Ps |
Pt |
Pu |
Pv |
Pw |
Py
 
Pia |
Pib |
Pic |
Pid |
Pie |
Pif |
Pig |
Pih |
Pii |
Pij |
Pik |
Pil |
Pim |
Pin |
Pio |
Pip |
Piq |
Pir |
Pis |
Pit |
Piu |
Piv |
Piw |
Pix |
Piy |
Piz
Die Liste der Biografien führt alle Personen auf, die in der deutschsprachigen Wikipedia einen Artikel haben. Dieses ist eine Teilliste mit 22 Einträgen von Personen, deren Namen mit den Buchstaben „Piy“ beginnt.

## Piy

### Piya
- Piyachanok Darit (* 1992), thailändischer Fußballspieler
- Piyachart Palanglit (* 1997), thailändischer Fußballspieler
- Piyachart Srimarueang (* 1989), thailändischer Fußballspieler
- Piyachart Tamaphan (* 1986), thailändischer Fußballspieler
- Piyãko, Benki (* 1974), brasilianischer Schamane und politischer Vertreter des indigenen Volkes der Asháninka
- Piyale Pascha († 1578), osmanischer Admiral und WesirPiyale Pascha († 1578)

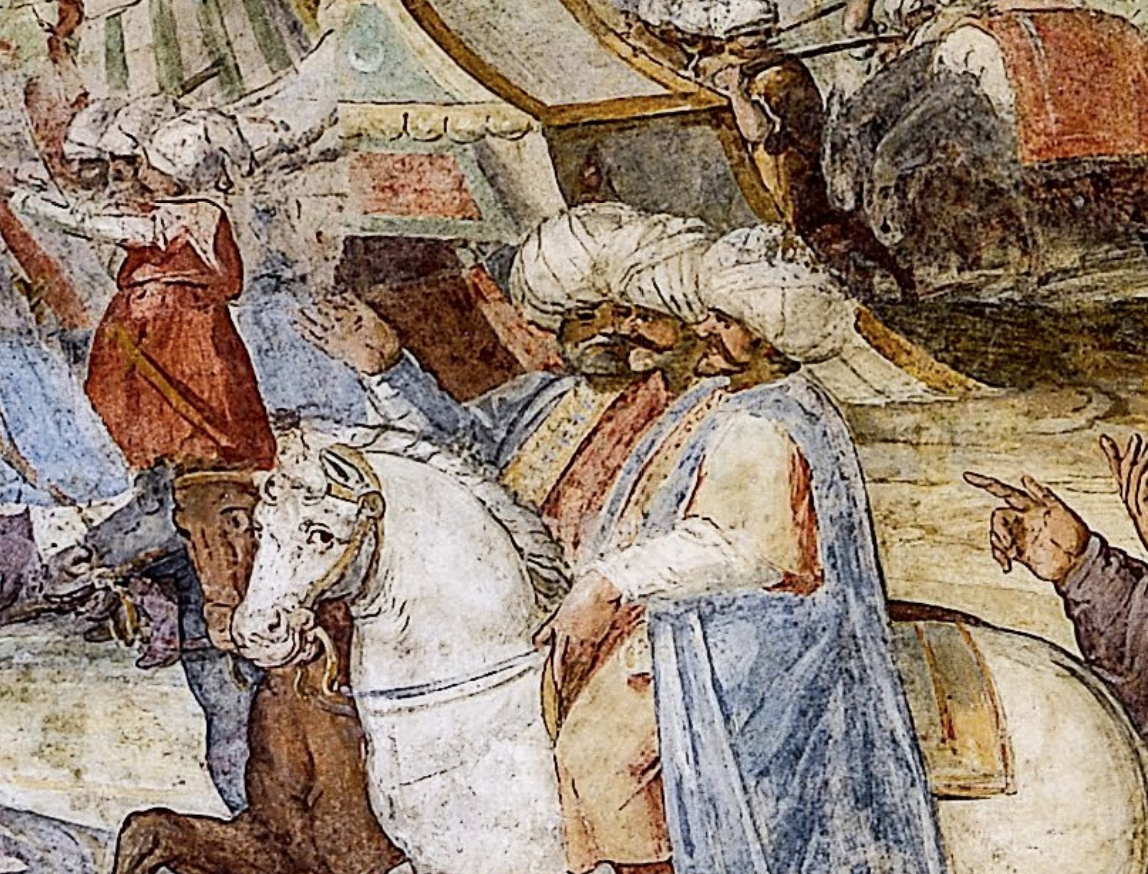
Piyale Pascha († 1578)

- Piyama-Kurunta, Sohn von Uḫḫaziti, dem letzten König von Arzawa
- Piyamaradu, Gegner der Hethiter
- Piyanath Chanrum (* 1991), thailändischer Fußballspieler
- Piyancı, Anıl (* 1990), türkischer Rapper
- Piyaphon Phanichakul (* 1987), thailändischer Fußballspieler
- Piyapong Piew-on (* 1959), thailändischer Fußballspieler und -trainer
- Piyarat Lajungreed (* 1991), thailändischer Fußballspieler
- Piyarot Kwangkaew (* 2001), thailändischer Fußballspieler
- Piyaruck Kwangkaew (* 2001), thailändischer Fußballspieler
- Piyawat Bannalak (* 2001), thailändischer Fußballspieler
- Piyawat Intarapim (* 1988), thailändischer Fußballspieler
- Piyawat Petra (* 2005), thailändischer Fußballspieler
- Piyawat Thongman (* 1982), thailändischer Fußballspieler
- Piyawit Janput (* 1992), thailändischer Fußballspieler
- Piyazov, Jenisbek (* 1988), usbekischer und karakalpakischer Opernsänger (Bass)

### Piye
- Piyes, Luk (* 1975), deutsch-türkischer Schauspieler, Regisseur und Filmemacher